# Berat Albayrak

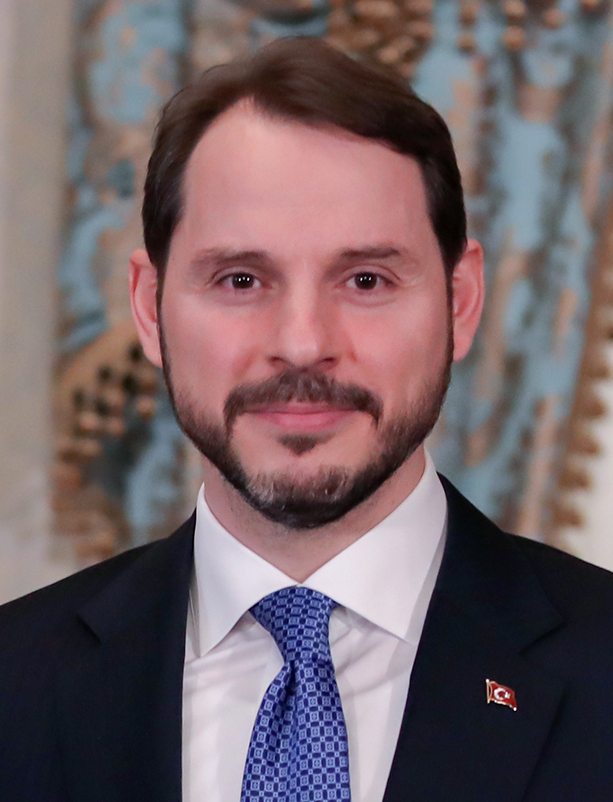
Berat Albayrak (2019)

Berat Albayrak (* 1. Januar 1978 in Istanbul) ist ein türkischer Geschäftsmann und Politiker der Adalet ve Kalkınma Partisi (AKP). Er war ab Juli 2018 Finanzminister im Kabinett Erdoğan IV und ist am 8. November 2020 zurückgetreten. Seit Juni 2015 ist er Mitglied im türkischen Parlament. Er ist ehemaliger Geschäftsführer der Çalık Holding und war von 2016 bis 2018 Minister für Energie und Bodenschätze im Kabinett Yıldırım. Er ist verheiratet mit Esra Albayrak, geborene Erdoğan, und damit der Schwiegersohn von Staatspräsident Recep Tayyip Erdoğan.

## Leben
Berat Albayrak wurde am 1. Januar 1978 als Sohn des türkischen Journalisten und Politikers Sadık Albayrak geboren. Er hat einen älteren Bruder. Albayrak besuchte ein privates Gymnasium und studierte an der School of Business Administration der Universität Istanbul. Im Juli 2004 heiratete Albayrak Esra Erdoğan, die Tochter des damaligen Ministerpräsidenten und heutigen Staatspräsidenten der Türkei. Gemeinsam haben sie vier Kinder: Ahmet Akif (* 2006), Emine Mahinur (* 2009) Sadık (* 2015) und Hamza Salih (* 2020).

### Wirtschaftliche Karriere

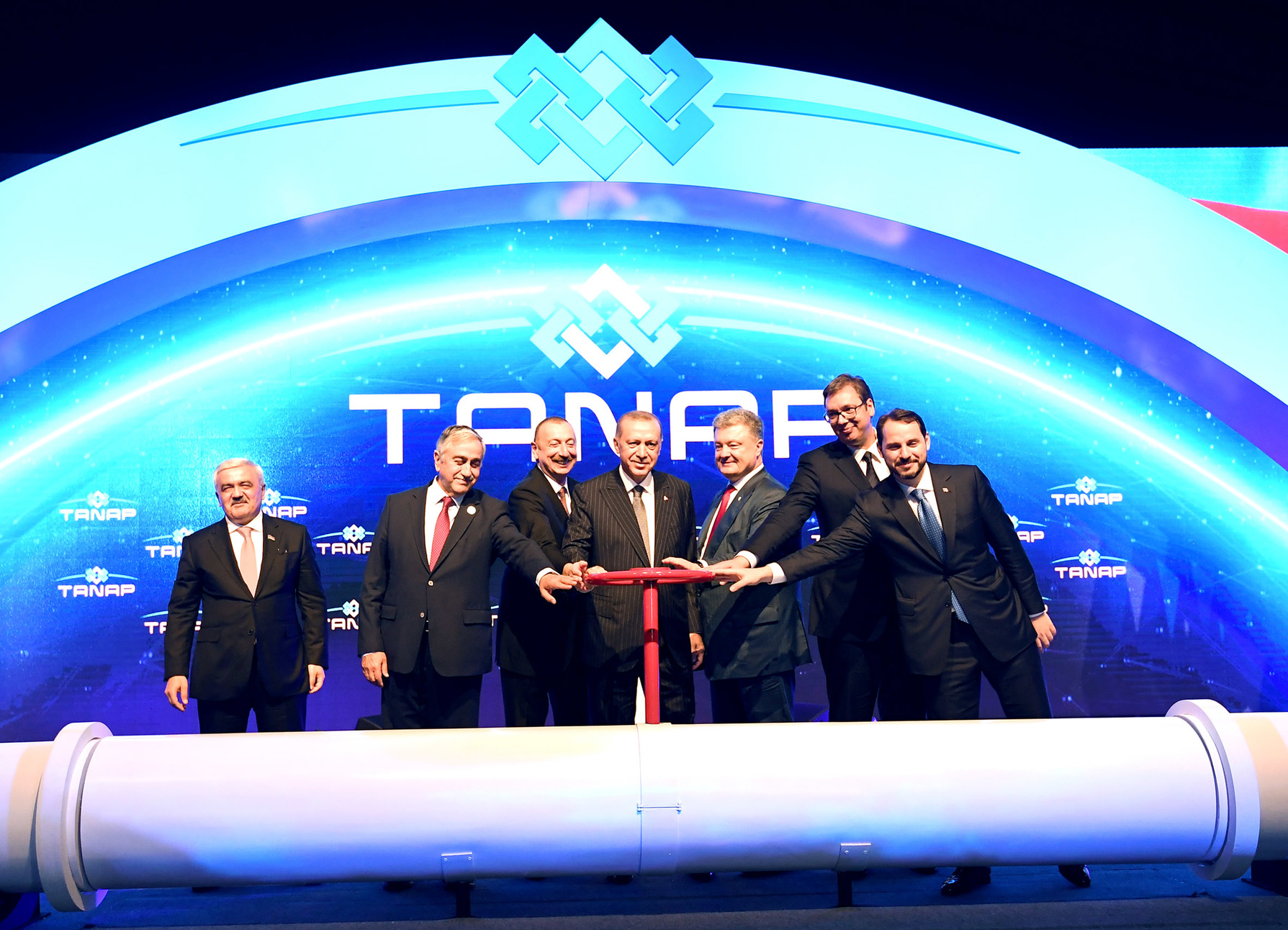
Energieminister Albayrak bei der Einweihung TANAP in der Türkei, zusammen mit Präsidenten

1999 begann er seine Arbeit bei der regierungsnahen Çalık Holding und wurde 2002 zum Finanzdirektor der amerikanischen Niederlassung des Unternehmens. Zu dieser Zeit studierte er zudem im Master-Studiengang an der Lubin School of Business der Pace University in New York City. 2004 wurde Albayrak zum amerikanischen Landeschef des Unternehmens. Nach seiner Rückkehr in die Türkei im Jahr 2006 arbeitete er als Assistent des Managers für Finanzfragen von Çalık. 2007 wurde er, mit gerade einmal 29 Jahren, Geschäftsführer (CEO) der Çalık Holding, der u. a. die Mediengruppe Turkuvaz gehört und mithin die einflussreiche Tageszeitung Sabah und der Nachrichtensender A Haber. Er blieb CEO des Unternehmens bis 2013.
2015 übernahm sein älterer Bruder Serhat Albayrak die Führung der Mediengruppe Turkuvaz.
In den Panama Papers wird eine Firma mit Sitz auf den Britischen Jungferninseln genannt, ursprünglich von der Çalık-Holding gegründet. Vorstandschef der Çalık-Holding war von 2007 bis 2013 Berat Albayrak. Als die Journalistin Pelin Ünker dies veröffentlichte, verklagte er sie und verlor.

### Politische Karriere
Nach den Parlamentswahlen am 7. Juni 2015 wurde Albayrak als Vertreter der AKP Mitglied der Großen Nationalversammlung der Türkei. Seit September 2015 ist Albayrak Mitglied im erweiterten AKP-Vorstand. Am 24. November wurde er als Nachfolger von Ali Rıza Alaboyun Minister für Energie und Bodenschätze im Kabinett von Ahmet Davutoğlu. Nachdem Davutoğlu im Mai 2016 seinen Rücktritt als Vorsitzender der regierenden AKP und damit auch als Ministerpräsident ankündigte, wurde Albayrak gemeinsam mit dem Verkehrsminister Binali Yıldırım als potenzieller Nachfolger für das Amt des Ministerpräsidenten diskutiert.

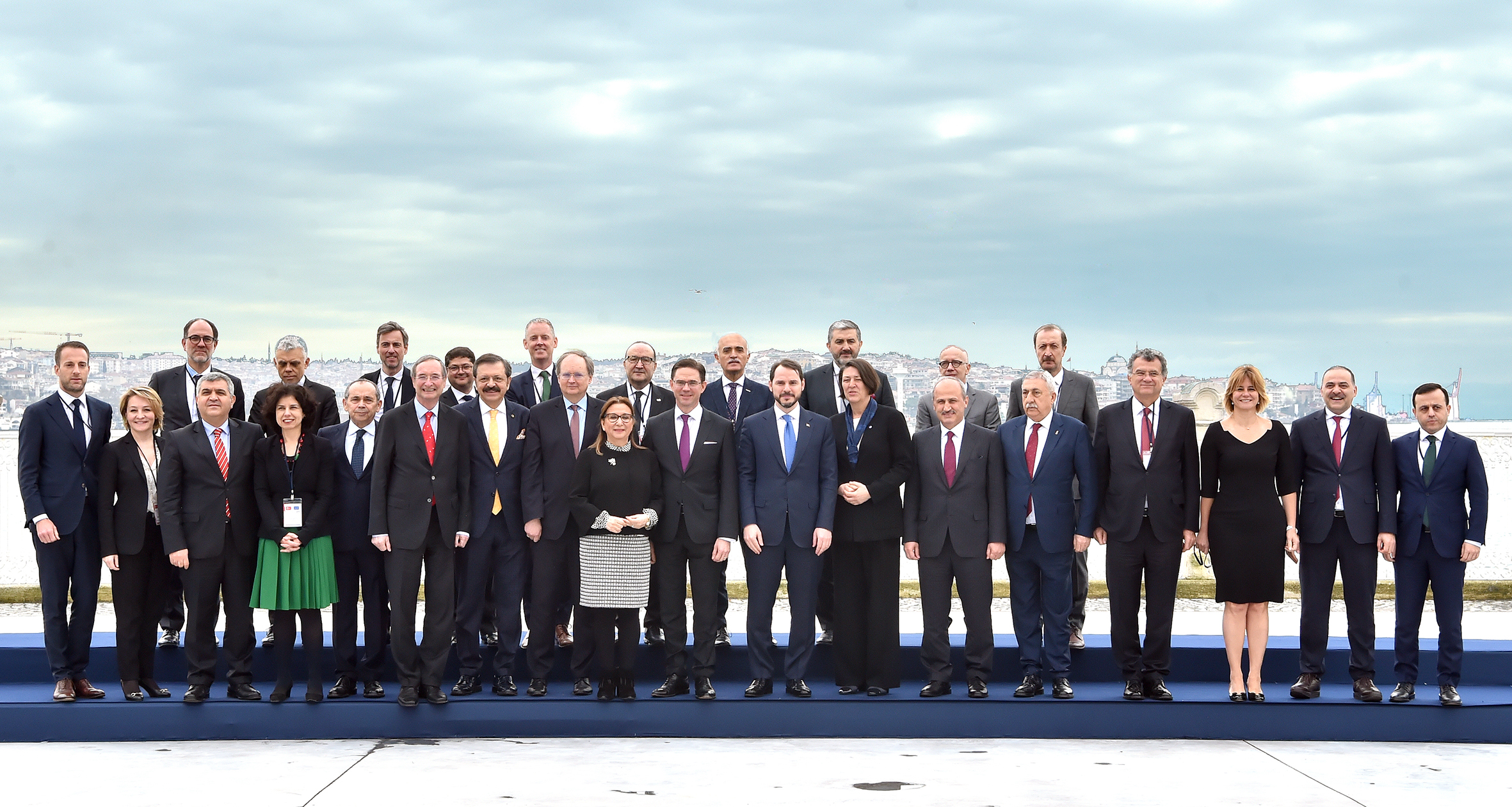
Der Hochrangige Wirtschaftsdialog (HLED) zwischen der Türkei und der Europäischen Union im Februar 2019 in Istanbul unter dem gemeinsamen Vorsitz von Albayrak und dem Vizepräsidenten der Europäischen Kommission, Jyrki Katainen

Ende September 2016 drohte die linke, regierungskritische Hackergruppe „RedHack“ 57.623 E-Mails der Korrespondenz von Albayrak aus dem Zeitraum April 2000 bis Ende September 2016 öffentlich zu machen, wenn die inhaftierten „linken Oppositionellen“ nicht freigelassen würden. Der Leak sollte belegen, wie die türkische Regierung und insbesondere Albayrak Einfluss auf die Medien genommen hatten und angebliche Kontakte der türkischen Regierung zur Terrormiliz Islamischer Staat nachweisen. Das regierungskritische Onlinemagazin Diken und die Tageszeitung Cumhuriyet berichteten über die geleakten E-Mails Albayraks in Bezug zur Erdöltransportgesellschaft Powertrans, denen zufolge der Energieminister der „heimliche Chef“ von Powertrans sei. Am 5. Dezember 2016 veröffentlichte WikiLeaks ein durchsuchbares Archiv der E-Mails aus den Korrespondenzen von Albayrak (Berat's Box), die RedHack an die Enthüllungsplattform weitergeleitet hatte.
Nachdem er 2017 und 2018 das Amt des Energieministers innegehabt hatte, wurde Albayrak an Stelle des bisherigen Amtsinhabers Mehmet Şimşek Anfang Juli 2018 von seinem Schwiegervater zum Finanzminister berufen. Das Amt übte er gut zwei Jahre aus und stand immer wieder in der Kritik. Neben wirtschaftlichen Problemen in der Türkei verlor die türkische Lira stark an Wert. Nachdem sein Schwiegervater kurz zuvor den Chef der türkischen Notenbank ausgetauscht hatte, trat Albayrak am 8. November 2020 „aus gesundheitlichen Gründen“ vom Amt des Finanzministers zurück. Zuvor hatte Albayrak noch erklärt, es gebe keine Pläne, in den Währungsverfall einzugreifen.